# Samuel Rosenthal
Samuel Rosenthal (Suwałki, 7 settembre 1837 – Neuilly-sur-Seine, 12 settembre 1902) è stato uno scacchista e giornalista polacco naturalizzato francese.
Durante la rivoluzione polacca, in seguito al fallimento della rivolta di Gennaio nel 1864 emigrò a Parigi, dove divenne in breve tempo una delle figure più in vista del mondo scacchistico francese. Vinse il campionato del Café de la Régence nel 1865, 1866 e 1867. 
Nel 1873 ottenne il suo miglior risultato di torneo, terminando al 4º posto al torneo di Vienna dietro a Wilhelm Steinitz, Joseph Blackburne e Adolf Anderssen. 
Nel 1880 vinse a Parigi il primo campionato francese. 
Com'era uso all'epoca, sostenne diverse sfide con forti giocatori, per lo più con risultati negativi: nel 1864 perse (+1 –7 =0) contro Ignatz von Kolisch; contro Gustav Neumann perse sia nel 1867 (+0 –5 =6) che nel 1869 (+2 –12 =8); nel 1870/71 vinse contro John Wisker a Londra (+3 –2 =4); nel 1880 perse contro Johannes Zukertort (+1 –7 =11). 

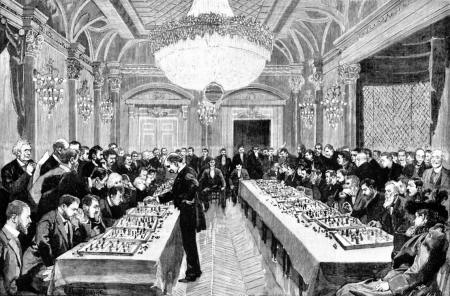
Simultanea di Rosenthal a Parigi (1867)

Professionista degli scacchi, si esibì spesso in partite simultanee e simultanee alla cieca.
Fu molto attivo come giornalista scacchistico: dal 1885 al 1902 curò la rubrica di scacchi della rivista parigina Le Monde Illustré; scrisse molti articoli anche per La Strategie, La Vie Moderne, La Revue des juex, des arts et du sport e La Republique française. 
Nel corso della sua carriera vinse partite coi più forti giocatori dell'epoca, tra cui Steinitz, Zukertort, Anderssen, Blackburne, Chigorin, Mackenzie e Paulsen.
A lui si deve anche una variante del Gambetto di Donna Accettato: la Variante Rosenthal.
Un suo discendente, David Shenk, ha scritto nel 2008 il libro Il gioco immortale. Storia degli scacchi, nel quale si trovano diverse notizie circa il trisavolo dell'autore.